# Pseudonezumia
Pseudonezumia és un gènere de peixos actinopterigis de la família dels macrúrids i de l'ordre dels gadiformes.

## Taxonomia
- Pseudonezumia cetonuropsis (Gilbert & Hubbs, 1916)[4]
- Pseudonezumia japonicus (Okamura, 1970)[5]
- Pseudonezumia parvipes (Smith & Radcliffe, 1912)[6]
- Pseudonezumia pusilla (Sazonov & Scherbachev, 1982)[7][8][9][10][11][12][13][14]